# Raiatea

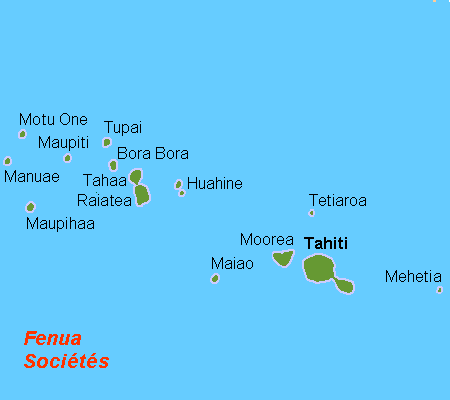
Översiktskarta

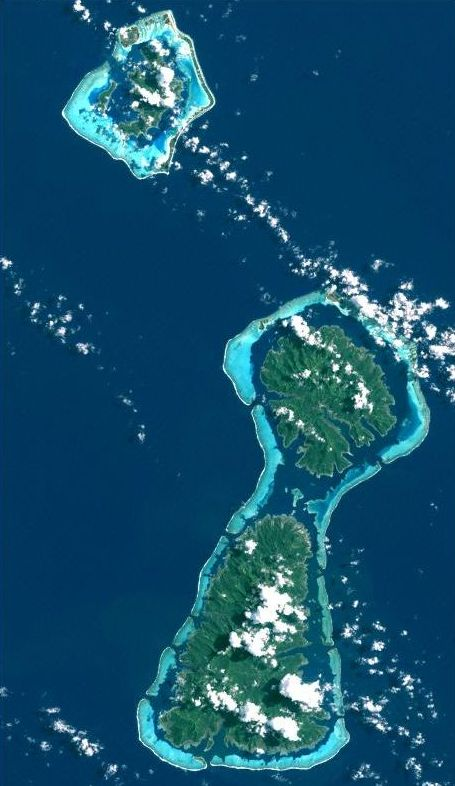
Raiatea längst ned

Raiatea (franska île Raiatea, tidigare Havai’i) är en ö i Franska Polynesien i Stilla havet.

## Geografi
Raiatea ligger i ögruppen Sällskapsöarna och ligger ca 195 km nordöst om Tahiti.
Ön har en area om ca 238 km² och har ca 11.000 invånare, huvudorten heter Uturoa med ca 3.600 invånare.
Högsta höjden är den utslocknade vulkanen Mont Tefatoati med ca 1.017 m ö.h. och ön omges av ett rev där även ön Tahaa ligger i lagunen innanför.

## Historia
Raiatea beboddes troligen av polynesier redan på 900-talet. Ön upptäcktes av brittiske James Cook 1769.
Ön var det största motståndslägret mot att bli ett franskt protektorat 1888 som övriga öar i området och införlivades först 1897 när ari’i (kung) Teraupo tillfångatogs.
1903 införlivades ön tillsammans med övriga öar inom Franska Polynesien i det nyskapade Établissements Français de l'Océanie (Franska Oceanien).